# Douglas Ryder
Douglas Ryder (Kaapstad, 26 november 1971) is een Zuid-Afrikaans voormalig wielrenner. Hij was teammanager en ploegleider bij Team Dimension Data ofwel Team Qhubeka dat in 2021 stopte. In 2023 startte hij met de Zwitserse ploeg Q36.5, waarvan hij algemeen manager is.
In 1996 deed Ryder mee aan de Olympische Spelen in Atlanta. Hij eindigde op de wegwedstrijd als 61e.

## Belangrijkste overwinningen
1998
- 2e etappe Ronde van de Kaap

2000
- 2e etappe Ronde van de Kaap

2001
- Afrikaans kampioenschap op de weg, Elite